# بيتي كتشنر
بيتي كتشنر (بالإنجليزية: Betty Kitchener)‏ هي مربية أسترالية، ولدت في 31 مايو 1951 في سيدني في أستراليا.